# مهدی علیاری
مهدی علیاری فیض آبادی (زادهٔ ۲۲ اسفند ۱۳۶۷ در فردوسیه)، کشتی‌گیر تیم ملی کشتی فرنگی ایران است. وی در مسابقات کشتی فرنگی جام جهانی در سال ۲۰۱۴ در تهران برای تیم ملی کشتی فرنگی ایران کشتی گرفت و همچنین در بازی‌های آسیایی ۲۰۱۴ اینچئون به مدال طلا دست یافت.

## فعالیت حرفه‌ای ورزشی

### قهرمانی جهان ۲۰۱۳
مهدی علیاری بعد از استراحت در دور نخست در دور دوم با امتیاز ۳ بر یک مغلوب آرتور الکسانیان، دارندهٔ مدال برنز المپیک لندن از ارمنستان شد که با توجه به حضور حریفش در رقابت نهایی، علیاری شانس رقابت برای کسب نشان برنز را کسب کرد. وی در نخستین دیدارش در این مرحله با نتیجهٔ ۴ بر یک مقابل ولادیسلاو متودی‌یف از بلغارستان به پیروزی رسید. علیاری در دومین دیدارش در این مرحله ۴ بر ۲ برابر یرولان ایسکاکوف، دارنده مدال نقره آسیا از قزاقستان به پیروزی دست یافت و به دیدار رده‌بندی مکان سوم رسید. علیاری برای کسب مدال برنز با بالاس کیس، قهرمان سال ۲۰۰۹ جهان از مجارستان دیدار کرد و با نتیجهٔ ۵ بر صفر مغلوب حریف شد و دستش از مدال کوتاه ماند.

### بازی‌های آسیایی ۲۰۱۴
مهدی علیاری در وزن ۹۸ کیلوگرم پس از استراحت در دور نخست، در دور دوم و دور یک‌چهارم نهایی ۹ بر یک مقابل نوزات صالح از سوریه به برتری رسید و گام به نیمه‌نهایی گذاشت. وی در این مرحله نیز با نتیجهٔ ۳ بر یک از سد یرولان ایسکاکوف دارندهٔ مدال‌های طلا و نقره آسیا از قزاقستان گذشت و فینالیست شد. علیاری در گام پایانی نیز در کمتر از ۳ دقیقه دی ژیائو، دارندهٔ مدال‌های نقره و برنز قهرمانی آسیا از چین را با نتیجه ۸ بر صفر شکست داد و طلایی شد.

### قهرمانی آسیا ۲۰۱۵
در وزن ۹۸ کیلوگرم مهدی علیاری پس از استراحت در دور یکم، در دور دوم با نتیجهٔ ۳ بر صفر بیک سلطان محموداف از قرقیزستان را شکست داد. وی در دور سوم و در مرحله نیمه‌نهایی با حساب ۴ بر یک مارگولان آسیمبیکوف از قزاقستان، قهرمان آسیا، را شکست داد و راهی دیدار نهایی شد. علیاری در دیدار پایانی با نتیجهٔ ۶ بر صفر دی ژیائو از چین را شکست داد و صاحب گردن آویز طلا شد.

### قهرمانی جهان ۲۰۱۵
در سنگین‌وزن مهدی علیاری در دور نخست با بالینت لام از مجارستان مصاف داد و در نهایت با حساب ۵ بر صفر شکست خورد. لام در دور دوم با صباح شریعتی کشتی‌گیر ایرانی‌الاصل تیم آذربایجان سرشاخ شد و در نهایت با نتیجهٔ ۳ بر یک شکست خورد تا از رسیدن به رقابت کسب نشان طلا باز بماند و به این ترتیب علیاری نیز از دور مسابقات حذف شود.

### قهرمانی آسیا ۲۰۱۶
در وزن ۹۸ کیلوگرم مهدی علیاری حریفانی از ترکمنستان بحرین و کره جنوبی را شکست داد و به فینال برسد. علیاری در این رقابت هم توانست با ضربهٔ فنی هردیپ سینگ از هند را شکست بدهد و به مدال طلا دست یابد.

### بازی‌های اسلامی ۲۰۱۷
در وزن ۹۸ کیلوگرم مهدی علیاری در دور نخست مقابل سلیمان دمیرچی از ترکیه با نتیجهٔ ۲ بر یک شکست خورد و با توجه به شکست این کشتی‌گیر مقابل حریف قرقیزستانی، وی از دور مسابقات کنار رفت.

### قهرمانی جهان ۲۰۱۸
علیاری در دور نخست برابر سلیمان دمیرچی از ترکیه ۴ بر یک پیروز شد، اما در دومین مصاف خود مقابل موسی اولویف از روسیه ۴ بر یک شکست خورد و به گروه شانس مجدد رفت. وی در نخستین مصاف در گروه شانس مجدد برابر بک سلطان محمدوف از قرقیزستان با نتیجهٔ ۹ بر صفر پیروز شد و در دومین مبارزه لوئیس پرز از ونزوئلا را با نتیجهٔ ۸ بر صفر شکست داد و به رقابت برای کسب مقام سوم رسید. علیاری در دیدار رده‌بندی وزن ۹۷ کیلوگرم رقابت‌های قهرمانی جهان در مجارستان باید به مصاف آرتور الکسانیان قهرمان جهان و المپیک از ارمنستان می‌رفت که با عدم حضور این حریف در مسابقه، علیاری به عنوان برنده معرفی شد و مدال برنز گرفت.

### قهرمانی آسیا ۲۰۱۹
مهدی علیاری در دور نخست ۸ بر صفر یوتا نارا از ژاپن را شکست داد. وی در دور بعد مقابل چنگ هائو چن از چین تایپه با نتیجهٔ ۹ بر صفر پیروز و راهی مرحله نیمه‌نهایی شد. علیاری در این مرحله مقابل اوزور ژوژوپبیکوف دارندهٔ مدال برنز بازی‌های آسیایی از قرقیزستان با نتیجهٔ ۷ بر ۵ مغلوب شد و به دیدار رده‌بندی برای کسب جایگاه سوم رفت. علیاری توانست با پیروزی در دیدار رده‌بندی به مدال برنز برسد. وی در این دیدار به مصاف الیم خان سیزدیکوف از قزاقستان رفت و با حساب ۴ بر ۲ از سد حریف گذشت.